# Marie Scherzer
Marie Scherzer (* 1990 in Gera) ist eine deutsche Tänzerin, Choreografin und Schauspielerin.

## Leben
Marie Scherzer war von 1998 bis 2009 Ensemble-Mitglied beim „Tanztheater Jena“. Sie erhielt zunächst von 2007 bis 2009 eine Gesangsausbildung an der Musik- und Kunstschule Jena (Klassischer Gesang, Musical, Jazz und Pop). Von 2011 bis 2014 absolvierte sie ein Schauspielstudium an der Fritz-Kirchhoff-Schule in Berlin. 2014 gastierte sie an der Vagantenbühne in Berlin in der Produktion Lucky Ladies. Seit 2020 ist sie Leiterin und Choreografin des Tanztheater-Kollektivs „DisTanz“.
Scherzer stand für Film- und Fernsehproduktionen vor der Kamera und arbeitete als Werbedarstellerin. 2015/16 wirkte sie in dem Kinofilm Mann im Spagat – Pace, Cowboy, Pace (Regie: Timo Jacobs) als Tänzerin mit. An der Mini-Serie Eldorado KaDeWe – Jetzt ist unsere Zeit war sie als Sängerin, Choreografin und Bewegungsregisseurin beteiligt. 2024 spielte sie an der Seite von Merlin Leonhardt die weibliche Hauptrolle der Lea in Matthias Wißmanns Psychothriller Vexier, der im Oktober 2024 bei den Internationalen Hofer Filmtagen seine Premiere hatte.
Marie Scherzer lebt in Berlin.

## Filmografie
- 2013: Mann im Spagat – Pace, Cowboy, Pace (Kinofilm)
- 2016: First Drop of Blood (Kurzfilm)
- 2021: Eldorado KaDeWe – Jetzt ist unsere Zeit (Miniserie, als Darstellerin und Choreografin)
- 2024: Vexier (Kinofilm)